# Lichtenberg (Oberösterreich)
Lichtenberg ist eine Gemeinde im Bezirk Urfahr-Umgebung in Oberösterreich mit 2904 Einwohnern (Stand 1. Jänner 2025).
Lichtenberg ist eine typische Einzugsgemeinde des Ballungsraums Linz mit hohem Anteil an Pendlern und geringer nahversorgender Infrastruktur. Das Stadtzentrum von Linz lässt sich mit dem Auto in etwa 20 Minuten erreichen.

## Geografie
Lichtenberg liegt auf einer Höhe von 620 m ü. A. im oberen Mühlviertel. Die Ausdehnung beträgt von Nord nach Süd 5,6 km und von West nach Ost 5,4 km. Die Gesamtfläche beträgt 18,4 km².
Ein Großteil des Gemeindegebiets liegt auf dem gleichnamigen, 927 m hohen Lichtenberg.

### Gemeindegliederung
Das Gemeindegebiet umfasst folgende Ortschaften (in Klammern Einwohnerzahl Stand 1. Jänner 2025):
- Altlichtenberg (1325)
- Asberg (499)
- Haselgraben (7)
- Kammerschlag (13)
- Kronabitedt (5)
- Mühlberg (208)
- Neulichtenberg (847)

Die Gemeinde liegt im Gerichtsbezirk Urfahr.

### Nachbargemeinden
| Eidenberg    |                                             | Kirchschlag bei Linz |
|              | Kompassrose, die auf Nachbargemeinden zeigt |                      |
| Gramastetten |                                             | Linz                 |

## Geschichte
Ursprünglich im Ostteil des Herzogtums Bayern liegend, gehörte der Ort seit dem 12. Jahrhundert zum Herzogtum Österreich. Um 1110 wurde die Pfarre Gramastetten gegründet, zu der das Gemeindegebiet Lichtenberg zum Teil noch heute gehört. Für die ersten urkundlichen Erwähnungen des Ortsnamens sorgten „Walther de Liechtenperch“ (Anfang 13. Jahrhundert), „Otacharus de Lithenberch“ (1220) und „Pillungus de Liechtenperg“ (1270), wobei der Ortsname von einer Lichtung bzw. vom gerodeten Berg herrührt. Während des Mittelalters hat die Einwohnerzahl die Größenordnung von 200–500 mit Sicherheit nicht überschritten. Im Gemeindegebiet von Lichtenberg werden allerdings mehrere mittelalterliche Wehrbauten nachgewiesen oder werden dort vermutet:
→ Burgstall Lichtenberg (Oberösterreich)
→ Burgstall Mühlberg (Oberösterreich)
Seit 1490 wird das Gebiet dem Fürstentum Österreich ob der Enns zugerechnet. Die Pest forderte 1680 im Mühlviertel große Opfer, es ist überliefert, dass auch in Lichtenberg mehrere Personen an der Seuche verstarben.
1785 erfolgte die Gründung der Pfarre Pöstlingberg, wodurch das umliegende Pfarrgebiet neu gegliedert wurde. Bereits 1770 wurden Ortschaften mit Nummerierungen der Häuser verordnet, vor allem in militärischer Hinsicht zur einfacheren Erhebung der Wehrfähigen. Diese ortsweise Hausnummerierung wurde erst im Jahr 1994 durch Einführung von Straßennamen abgelöst.
Während der Napoleonischen Kriege war der Ort mehrfach besetzt. Im Mai 1809 zogen Kampftruppen der kaiserlichen Armee durch Lichtenberg, um den Brückenkopf der Franzosen in Urfahr anzugreifen.
1850 wurde die Gemeinde Lichtenberg geschaffen, allerdings 1875 mit Pöstlingberg und Katzbach zur Gemeinde Pöstlingberg vereinigt.
Nach dem Ersten Weltkrieg wurde die Ortschaft Pöstlingberg an das benachbarte Urfahr angeschlossen, kurz danach Urfahr an die Landeshauptstadt Linz, und das übriggebliebene Lichtenberg erneut als eigenständige Gemeinde errichtet. In der konstituierenden Sitzung des Gemeinderats wurde Leopold Hemmelmayr 1919 zum ersten Bürgermeister gewählt.
Nach dem Anschluss Österreichs an das Deutsche Reich am 13. März 1938 wurde Oberösterreich zum Gau Oberdonau. Nach 1945 erfolgte die Wiederherstellung Oberösterreichs. Die zunächst amerikanische Besatzung wurde von der russischen abgelöst.
Seit den 1970er Jahren hat sich die ursprünglich vor allem landwirtschaftlich geprägte Gemeinde in ein bevorzugtes Siedlungsgebiet im Ballungsraum Linz gewandelt. Dies brachte einen entsprechenden Bevölkerungszuzug mit sich: Von 1979 bis 2005 ist die Zahl der Einwohner von 1.544 auf fast 2.500 angestiegen.
Ein eigentliches, historisch gewachsenes Ortszentrum besteht nicht. Lichtenberg umfasst vielmehr einzelne Ortschaften, wobei größere zusammenhängende Bebauungsflächen lediglich in Neu- und Altlichtenberg zu nennen sind. In Altlichtenberg befinden sich Gemeindeamt, Volksschule, Kindergarten, Turnhalle und Pfarrzentrum. Seit geraumer Zeit bestehen deshalb Bestrebungen, hier ein neues Ortszentrum zu errichten.

## Bevölkerung

### Bevölkerungsstruktur
2013 lebten in der Gemeinde Lichtenberg 2.595 Menschen, womit Lichtenberg im Mittelfeld der Gemeinden des Bezirks Urfahr-Umgebung lag. Bezogen auf die Bevölkerungsdichte wies Lichtenberg mit 140 Einwohnern pro km² die siebthöchste Besiedelungsdichte der 27 Gemeinden im Bezirk auf. Ende 2001 waren 98,9 Prozent der Bevölkerung österreichische Staatsbürger (Oberösterreich 92,8 Prozent, Bezirk Rohrbach 97,9 Prozent), bis zum Jahresbeginn 2013 sank der Wert marginal auf 98,0 Prozent (Oberösterreich 91,1 Prozent, Bezirk Rohrbach 96,9 Prozent) an. Insgesamt wurden 2013 in der Gemeinde nur 53 Ausländer gezählt, die zu 87 Prozent aus den EU-Ländern stammten. Zur römisch-katholischen Kirche bekannten sich 2001 85,1 Prozent der Einwohner (Oberösterreich: 79,4 Prozent), 10,8 Prozent waren ohne Bekenntnis und 1,8 Prozent evangelisch.
Der Altersdurchschnitt der Gemeindebevölkerung lag 2001 leicht unter dem Landesdurchschnitt. 19,2 Prozent der Einwohner von Lichtenberg waren jünger als 15 Jahre (Oberösterreich: 18,8 Prozent), 63,9 Prozent zwischen 15 und 59 Jahre alt (Oberösterreich: 61,6 Prozent). Der Anteil der Einwohner über 59 Jahre lag mit 16,9 Prozent deutlich unter dem Landesdurchschnitt von 20,2 Prozent. Der Altersdurchschnitt der Bevölkerung von Lichtenberg veränderte sich in der Folge vor allem in den ersten beiden Segmenten. Der Anteil der unter 15-Jährigen sank per 1. Jänner 2013 auf 15,5 Prozent, während sich der Anteil der Menschen zwischen 15 und 59 Jahren auf 67,8 Prozent deutlich erhöhte. Der Anteil der über 59-Jährigen sank hingegen auf 16,8 Prozent. Nach dem Familienstand waren 2001 42,6 Prozent der Einwohner von Lichtenberg ledig, 48,8 Prozent verheiratet, 4,1 Prozent verwitwet und 4,6 Prozent geschieden.

### Bevölkerungsentwicklung
Das heutige Gemeindegebiet von Lichtenberg erlebte zwischen 1869 und 1939 praktisch keine Bevölkerungsveränderungen. Vielmehr pendelte die Einwohnerzahl zwischen rund 770 und 810 Einwohnern. Damit lag die Einwohnerentwicklung im Durchschnitt des Bezirks Urfahr-Umgebung, jedoch unter jenem des Bundeslandes Oberösterreich. Durch seine Eigenschaft als Nachbargemeinde der Landeshauptstadt Linz verzeichnete Lichtenberg jedoch nach dem Zweiten Weltkrieg ein überdurchschnittlich starkes Einwohnerwachstum, wodurch sich die Einwohnerzahl seit 1939 mehr als verdreifachte. Besonders stark fiel das Bevölkerungswachstum dabei in den 1970er und 1980er Jahren aus. Neben der Zuwanderung weist Lichtenberg auch eine stark positive Geburtenbilanz auf. So stieg die Einwohnerzahl zwischen 1971 und 2001 pro Jahrzehnt um rund 150 Einwohner. Die Zuwanderung war zudem bereits in den 1970er Jahren höher als der Geburtenüberschuss und stieg in den 1980er Jahren um mehr als das Doppelte an, als die Wanderungsbilanz einen positiven Wert von mehr als 400 Menschen betrug. In den 1990er Jahren reduzierte sich die Zuwanderung hingegen stark und viel auf nur noch rund ein Viertel der 1980er Jahre. Seit dem Jahrtausendwechsel stieg die Einwohnerzahl von Lichtenberg etwa ausgeglichen durch Zuwanderung und eine positive Geburtenbilanz.

## Kultur und Sehenswürdigkeiten

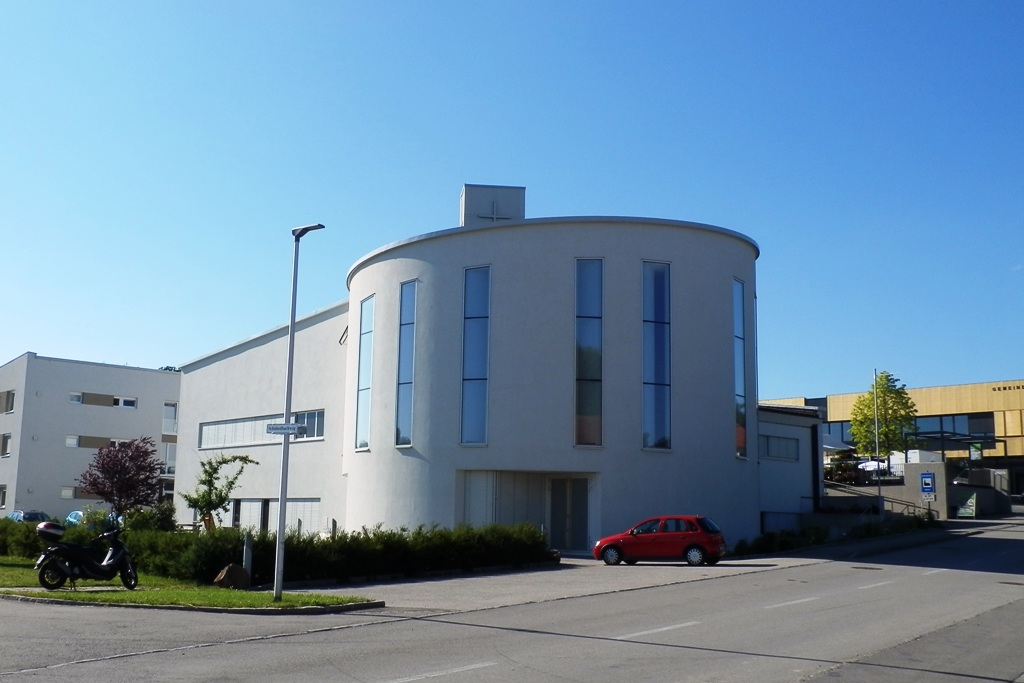
Seelsorgezentrum Lichtenberg

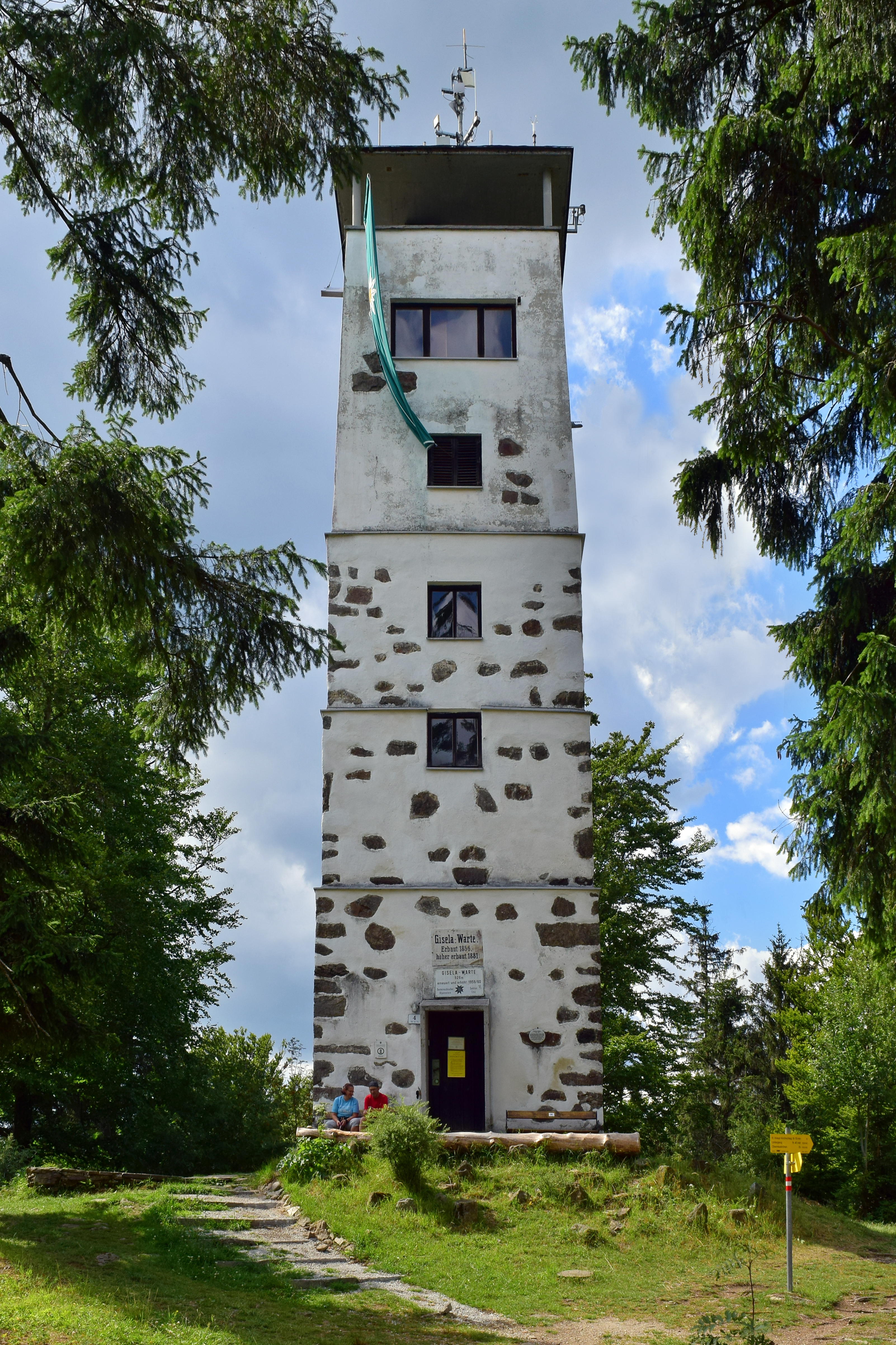
Die Giselawarte auf dem Lichtenberg

- Seelsorgezentrum Lichtenberg
- Giselawarte

## Wirtschaft und Infrastruktur

### Arbeitsstätten und Beschäftigte
Von ihrer Nähe zum wirtschaftlichen Zentrum Oberösterreichs Linz profitiert die Gemeinde Lichtenberg im Wirtschaftsbereich nur wenig. So beherbergte die Gemeinde 2001 nur einen Betrieb mit 20 oder mehr Beschäftigten. Insgesamt gab es in der Gemeinde nur 76 Arbeitsstätten mit 239 Beschäftigten (ohne Landwirtschaft), wobei 70 Prozent unselbständig Beschäftigte waren. Die Anzahl der Arbeitsstätten war dabei gegenüber dem Jahr 1991 um 24 (plus 46 Prozent) gestiegen, die Anzahl der Beschäftigten um 72 Personen (plus 43 Prozent). Wichtigster Wirtschaftszweig war 2001 die Sachgütererzeugung mit sieben Arbeitsstätten und 50 Beschäftigten (21 Prozent aller Beschäftigten) vor dem Handel mit 16 Arbeitsstätten und 41 Beschäftigten (17 Prozent) und dem Bereich Realitätenwesen/Unternehmensdienstleistungen mit 19 Arbeitsstätten und 34 Beschäftigten (14 Prozent). Weitere wichtige Wirtschaftszweige waren das Unterrichtswesen sowie die „Erbringung von sonstigen öffentlichen und persönlichen Dienstleistungen“. 38 Prozent der in Lichtenberg Beschäftigten waren Angestellte oder Beamte, 26 Prozent Arbeiter und 23 Prozent Betriebsinhaber.
Von den in Lichtenberg 2010 lebenden 1.386 Erwerbspersonen waren nur 1,8 Prozent arbeitslos. Von den 1.361 Erwerbstätigen waren 215 im Handel (16 Prozent), 194 in der Sachgütererzeugung (14 Prozent) und 146 im Gesundheits- und Sozialwesen (12 Prozent) beschäftigt. Weitere wichtige Branchen waren die öffentliche Verwaltung und das Unterrichtswesen mit 10 bzw. 9 Prozent. Von den 1.323 Erwerbstätigen aus Lichtenberg (ohne temporär von der Arbeit abwesende Personen erwerbstätigen Einwohnern) gingen 2010 nur 249 Personen in Lichtenberg ihrer Beschäftigung nach. 1.074 bzw. 81 Prozent mussten zur Arbeit auspendeln. Von den Auspendlern hatten 75 Prozent ihre Arbeitsstätte in der Landeshauptstadt Linz, daneben pendelten die Einwohner vor allem in die Bezirke Urfahr-Umgebung und Linz-Land aus. Im Gegenzug pendelten 283 Menschen nach Lichtenberg ein, wobei je ein Drittel der Einpendler aus Linz bzw. dem Bezirk Urfahr-Umgebung stammte.

### Land- und Forstwirtschaft
Die Statistik wies für die Gemeinde Lichtenberg 2010 69 land- und forstwirtschaftliche Betriebe aus. Darunter befanden sich 30 Haupterwerbsbetriebe, 36 Nebenerwerbsbetriebe und zwei Personengemeinschaften. Die Gesamtbetriebszahl war gegenüber 1999 um 13 Betriebe bzw. 16 Prozent gesunken, wobei insbesondere die Anzahl der Haupterwerbsbetriebe rückläufig war. Gemeinsam bewirtschafteten die Betriebe 2010 insgesamt 1.415 Hektar Fläche, wobei 68 Prozent der Fläche von Vollerwerbsbauern, 31 Prozent von Nebenerwerbslandwirten bewirtschaftet wurden. Die Durchschnittsfläche der Vollerwerbsbauern lag dabei mit 32 Hektar etwas niedriger als der oberösterreichische Durchschnitt (33,8 Hektar).

## Freizeit und Sport
- Lichtenberg: Große Teile des Gemeindegebietes werden vom 927 m hohen Lichtenberg eingenommen. Dieser wird umgangssprachlich auch als die Gis bezeichnet, benannt nach der auf ihm befindlichen 'Giselawarte'. Diese Aussichtswarte wurde im Jahre 1857 zu Ehren der Erzherzogin Gisela – einer Tochter von Kaiser Franz Joseph und dessen Gattin Elisabeth – fertiggestellt. An den mutmaßlichen Bauinitiator, den Linzer Kaufmann Johann Pollack, erinnert die unweite Johann Pollack-Quelle. Am Gipfel des Berges befindet sich der Sender Lichtenberg.

- Kinderplanetenweg[9] Lichtenberg: ein ca. 7 km langer Rundweg, der die Planeten in ihren Größenverhältnissen und Abständen maßstabsgetreu darstellt. Bei den Planeten stehen informative Tafeln, die diese beschreiben. Schulklassen und Eltern mit Kindern können beim Gemeindeamt einen Rucksack mit kleinen Experimenten ausborgen, die den Kindern naturwissenschaftliche Sachverhalte nahebringen. Das Konzept erhielt bereits mehrere Auszeichnungen, unter anderem den Familienoscar des Landes Oberösterreich. Beim europaweiten Wissenschaftsfestival „Science on Stage 2011[10]“ erhielt es in Kopenhagen einen der zweiten Preise.

- Der Lichtenberg dient dem Ballungsraum Linz als Naherholungsgebiet und ist neben dem Pöstlingberg und dem Pfenningberg einer der klassischen Linzer Hausberge am Tor zum Mühlviertel. Bei klarer Sicht beeindruckt ein Blick weit ins Alpenvorland bis zum Dachsteinmassiv. In der kalten Jahreszeit liegt Lichtenberg meist über den Hochnebelschichten des Linzer Beckens.

- Mit den Nachbargemeinden durch ein weitläufiges Wegenetz verbunden, zieht der Lichtenberg Wanderer und Mountainbiker gleichermaßen an. Im Winter werden mehrere Langlaufloipen regelmäßig gespurt.

## Politik

### Gemeinderat
Der Gemeinderat hat 25 Mitglieder.
- Mit den Gemeinderats- und Bürgermeisterwahlen in Oberösterreich 2003 hatte der Gemeinderat folgende Verteilung: 13 ÖVP, 8 SPÖ, 3 SONSTIGE und 1 FPÖ.
- Mit den Gemeinderats- und Bürgermeisterwahlen in Oberösterreich 2009 hatte der Gemeinderat folgende Verteilung: 17 ÖVP, 7 SPÖ und 1 FPÖ.
- Mit den Gemeinderats- und Bürgermeisterwahlen in Oberösterreich 2015 hatte der Gemeinderat folgende Verteilung: 16 ÖVP, 6 SPÖ und 3 FPÖ.
- Mit den Gemeinderats- und Bürgermeisterwahlen in Oberösterreich 2021 hat der Gemeinderat folgende Verteilung: 13 ÖVP, 5 Grüne, 4 SPÖ, 2 FPÖ und 1 NEOS.[11]

### Bürgermeister
- 1997–2008 Johann Durstberger (ÖVP)
- seit 2008 Daniela Durstberger (ÖVP)

### Wappen
Blasonierung: In Blau auf goldenem Dreiberg ein rot-silbern-rot geteilter, nach oben sich verjüngender Mast, im unteren Teil besteckt mit zwei kurzen, silbernen Leisten und darauf zwei silbernen Schalen; vom oberen Teil des Mastes ausgehend silberne Drillingswellenleisten. Die Gemeindefarben sind Blau-Gelb.

### Gemeindepartnerschaften
- Jahr?  Bezirk Lichtenberg, Berlin, Deutschland
- seit 1994  Lichtenberg (Oberfranken), Deutschland[12]

## Persönlichkeiten

### Söhne und Töchter der Gemeinde
- Gottfried Hemmelmayr (* 1937), Ordensgeistlicher, Abt des Stiftes Wilhering 1991–2012
- Johannes Hengstschläger (* 1940), Jurist und (emeritierter) Universitätsprofessor
- Joschi Anzinger (* 1958), Mundartdichter

### Personen mit Bezug zur Gemeinde
- Birgit Schweiger (* 1970), Künstlerin
- Bianca Regl (* 1980), Künstlerin